# Thom Fitzgerald
Thomas "Thom" Fitzgerald (New Rochelle, 8 de juliol de 1968) és un director, guionista, dramaturg i productor de cinema i teatre estatunidenc-canadenc.

## Vida
Fitzgerald va néixer i es va criar a New Rochelle, estat de Nova York. Els seus pares es van divorciar quan ell tenia cinc anys. Es va traslladar amb la seva mare i el seu germà, Timothy Jr., a Bergenfield (Nova Jersey), on es va criar i es va graduar a la Bergenfield High School. Mentre cursava la seva carrera universitària a Manhattan a la Cooper Union for the Advancement of Science and Art, va passar un semestre com a estudiant d'intercanvi a la Nova Scotia College of Art and Design, i es va traslladar definitivament a Halifax després de completar els seus estudis.
Fitzgerald continua residint a Nova Escòcia. S'ha descrit a si mateix com a "catòlic no practicant.
Al Canadà, Fitzgerald va treballar àmpliament com a trio amb els artistes Renee Penney i Michael Weir durant alguns anys, com a Charlatan Theatre Collective.

## Filmogradia
| Any  | Pel·lícula (Director) |
| ---- | --------------------- |
| 1997 | The Hanging Garden    |
| 1999 | Beefcake              |
| 2002 | The Wild Dogs         |
| 2003 | The Event             |
| 2005 | 3 agulles             |
| 2011 | Cloudburst            |
| 2018 | Splinters             |
| 2020 | Stage Mother          |

| Any  | Televisió                         |
| ---- | --------------------------------- |
| 2001 | Wolf Girl                         |
| 2010 | The Gospel According to the Blues |
| 2013 | Forgive Me                        |
| 2013 | Sex & Violence                    |
| 2021 | Cam Boy                           |

| Any  | Pel·lícula (productor executiu) |
| ---- | ------------------------------- |
| 2008 | Growing Op                      |
| 2012 | Blackbird                       |
| 2015 | North Mountain                  |
| 2021 | Shush                           |